# Jonathan Pereira Rodríguez
Jonathan Pereira Rodríguez est un footballeur espagnol, né le 12 mai 1987 à Vigo. Il évolue comme attaquant à l'AD Alcorcón.

## Palmarès
- Betis Séville
  - Champion de Liga Adelante : 2011.